# Saint-Félix-de-l’Héras
Saint-Félix-de-l’Héras (okzitanisch Sant Feliç de Leraç) ist eine französische Gemeinde mit 32 Einwohnern (Stand: 1. Januar 2022) im Département Hérault in der Region Okzitanien (vor 2016 Languedoc-Roussillon). Sie gehört zum Arrondissement Lodève sowie zum Kanton Lodève. Die Einwohner werden Félissois genannt.

## Geographie
Die Gemeinde Saint-Félix-de-l’Héras liegt an der Lergue, etwa 15 Kilometer nördlich von Lodève. Sie grenzt im Norden an Le Caylar, im Nordosten und Osten an Le Cros, im Süden an Pégairolles-de-l’Escalette und im Westen an Les Rives. Durch die Gemeinde führt die Autoroute A75, die in einem Tunnel den Pas de l’Escalette unterquert.

## Bevölkerungsentwicklung
| Jahr                       | 1962 | 1968 | 1975 | 1982 | 1990 | 1999 | 2011 | 2020 |
| Einwohner                  | 48   | 45   | 26   | 28   | 35   | 29   | 34   | 33   |
| Quellen: Cassini und INSEE |      |      |      |      |      |      |      |      |

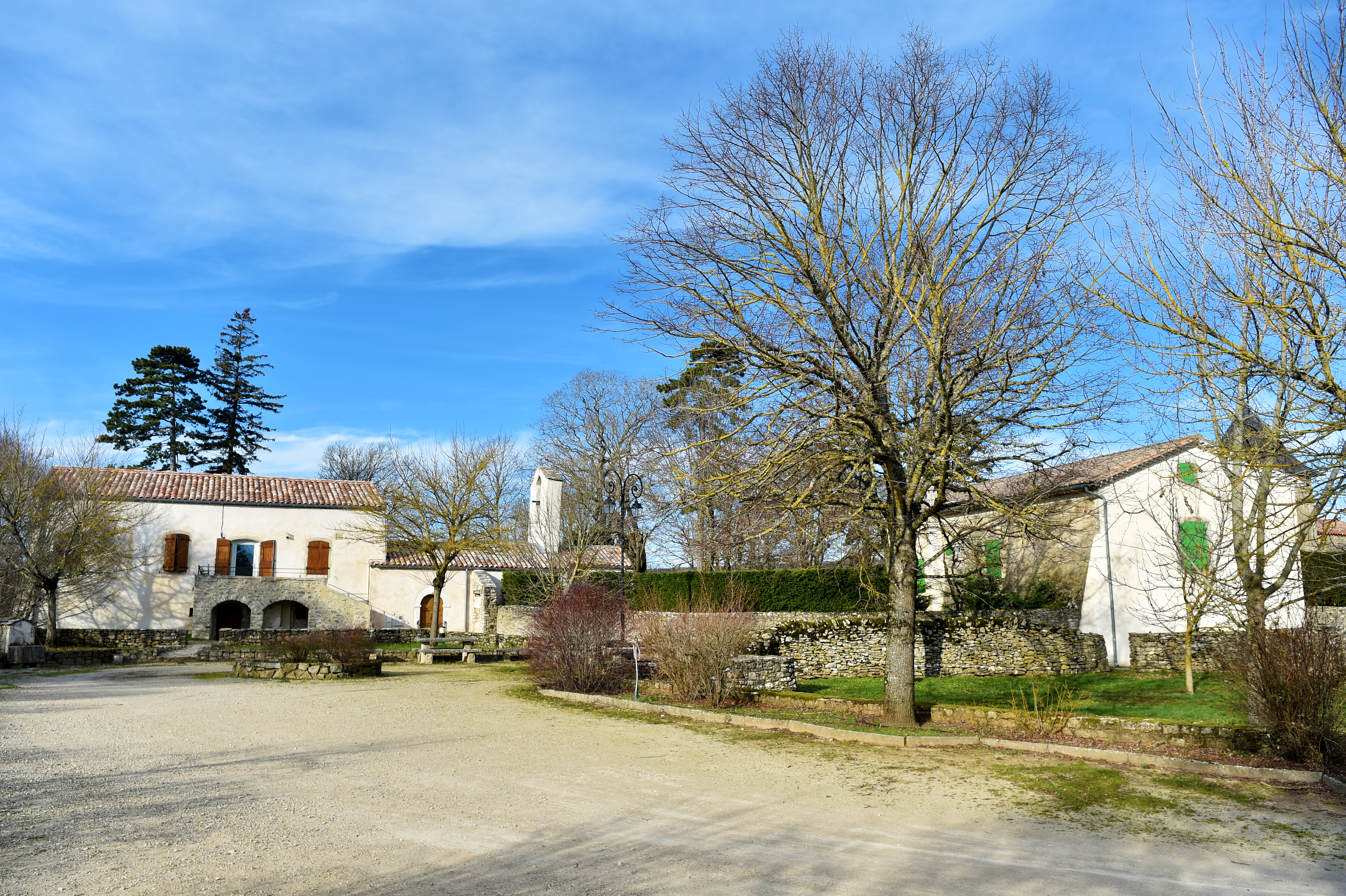
Blick auf Saint-Félix-de-l’Héras
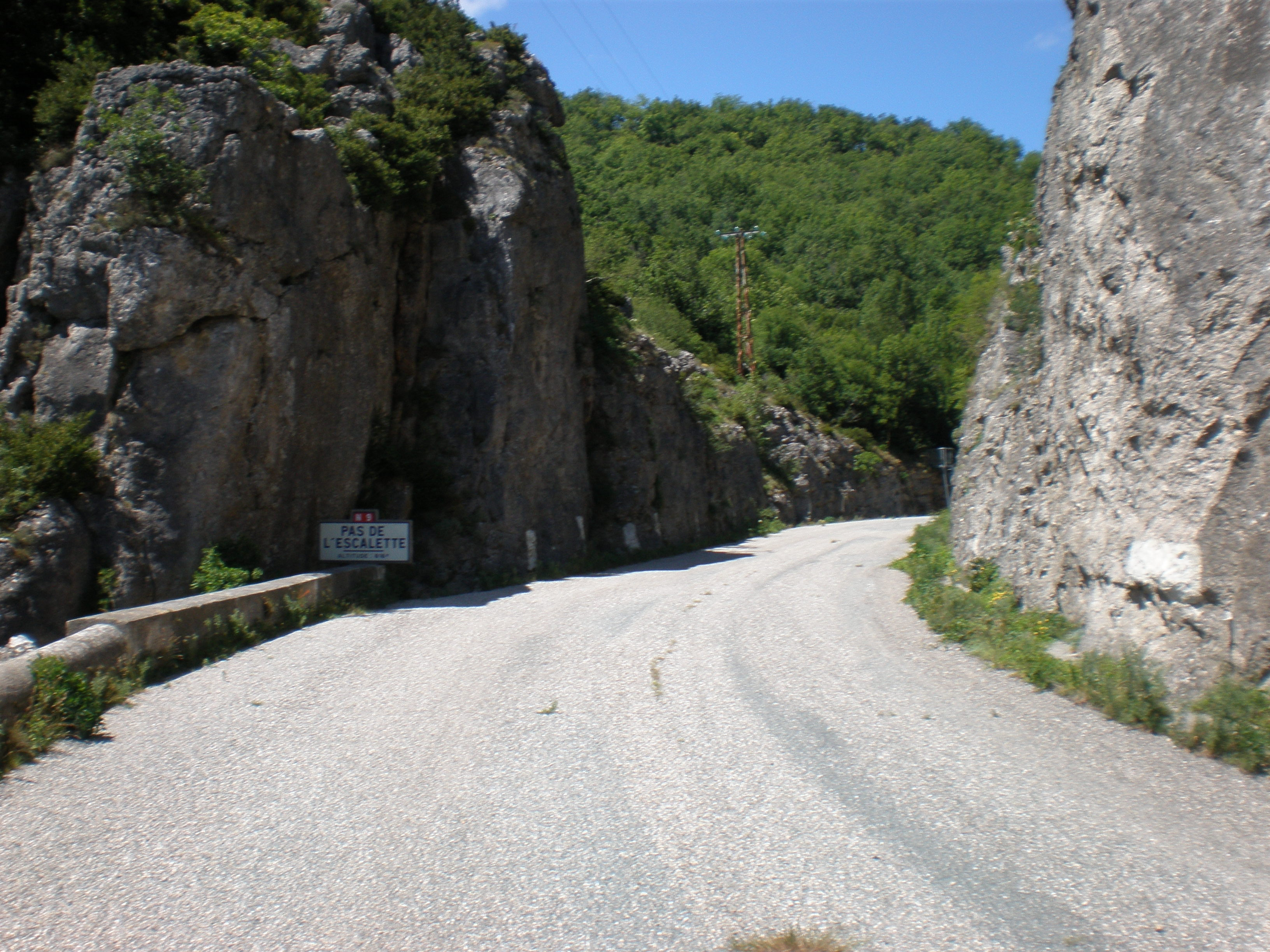
Passstraße de l’Escalette
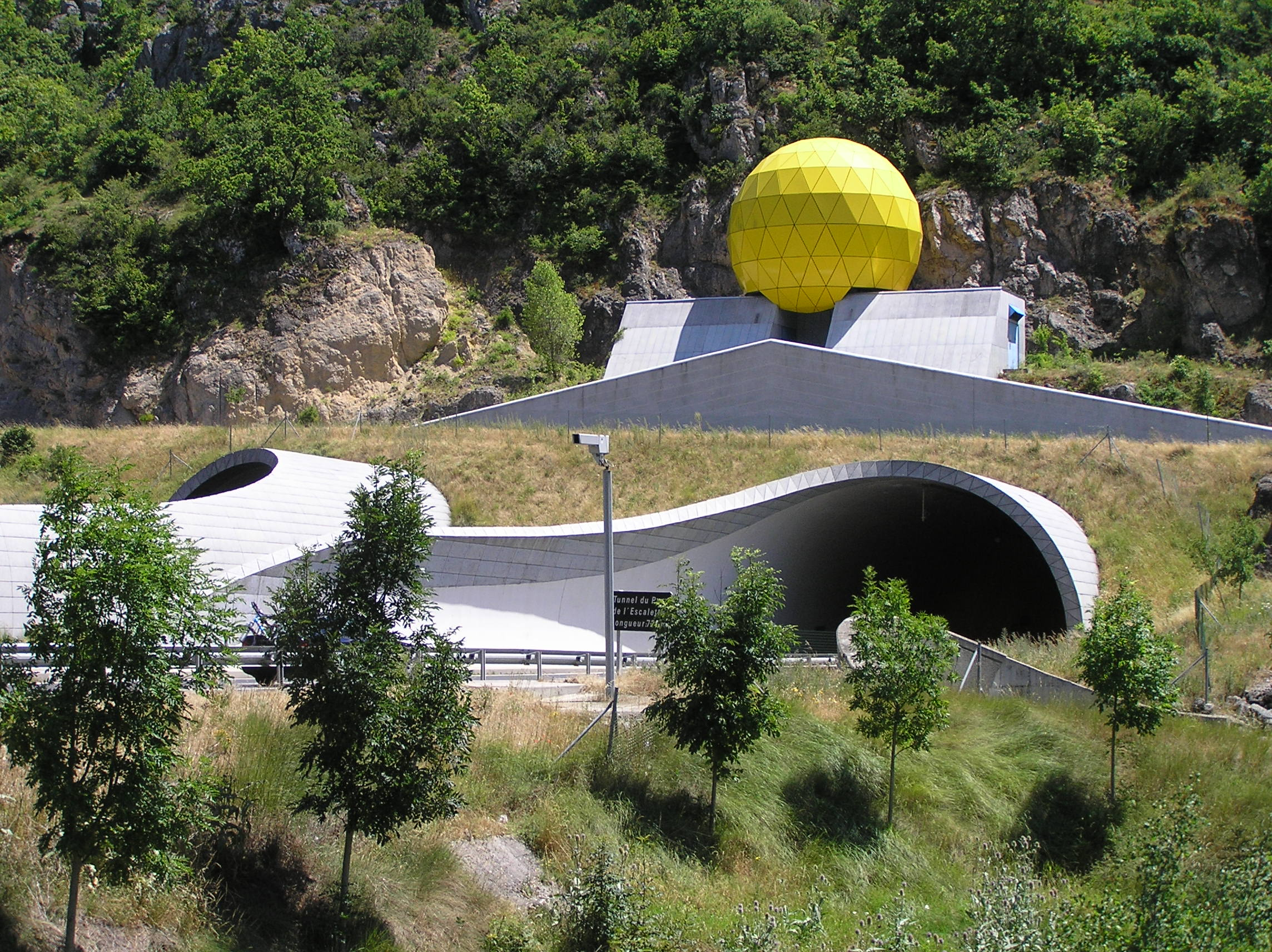
Nordportal des Autobahntunnels Pas de l’Escalette